# Mikroregiony v Plzeňském kraji
Mikroregiony jsou regiony malého geografického měřítka. V Plzeňském kraji byly zakládány od roku 1905 a jejich celkový počet je 52.
| Název                                              | Sídlo                | Okres                                                                     | Účel |
| -------------------------------------------------- | -------------------- | ------------------------------------------------------------------------- | --- |
| Mikroregion Běleč                                  | Švihov               | Domažlice, Klatovy                                                        | rozvoj venkovského mikroregionu, přeshraniční spolupráce, regionální rozvoj |
| Mikroregion Dobrohost                              | Poběžovice           | Domažlice                                                                 | budování cyklistických stezek, zlepšení podmínek turistického ruchu, oprava komunikací, cestovní ruch, spolupráce s MAS na německé straně hranice (začlenění mikroregionu do MAS Brückenland Bayern-Böhmen / Südlicher Oberpfälzer Wald – Český les) |
| Dobrovolný svazek obcí Ostružná                    | Velhartice           | Klatovy                                                                   | vznik za účelem oprav místních spojovacích komunikací v rámci ROP Dostupnost center |
| Dobrovolný svazek obcí Bělská skupina              | Horní Bělá           | Plzeň-sever                                                               | zmnožení sil a prostředků při prosazování záměrů rozvoje obcí, odvádění a čištění odpadních vod, výstavba pozemních a inženýrských sítí |
| Dobrovolný svazek obcí CHODSKÁ LIGA                | Klenčí pod Čerchovem | Domažlice                                                                 | všestranný rozvoj regionu a možnost koordinace činnosti za účelem efektivního využití různých podpůrných prostředků a vzhledem k poloze při hranici s Bavorskem přeshraniční spolupráce |
| Dobrovolný svazek obcí Sedmihoří                   | Staré Sedlo          | Domažlice, Tachov                                                         | všestranný rozvoj regionu a možnost koordinace činnosti za účelem efektivního využití různých podpůrných prostředků a vzhledem k poloze při hranici s Bavorskem přeshraniční spolupráce |
| Dobrovolný svazek obcí silnice I/27                | Plzeň                | Plzeň-město, Plzeň-sever                                                  | koordinovaná spolupráce měst a obcí ležících na trase a v okolí silnice I/27 počínaje průtahem Plzně až na hranice Plzeňského kraje přes Kralovice, zajistit v co nejkratší možné době realizaci všech dílčích staveb na zmíněném úseku a uvedení do provozu |
| Horní Berounka, povodí Klabavy                     | Rokycany             | Plzeň-město, Rokycany                                                     | ochrana zájmů a zmnožení sil a prostředků při prosazování záměrů přesahujících svým rozsahem a významem každou účastnickou obec |
| Lučina - sdružení obcí                             | Halže                | Tachov                                                                    | řešení hospodářského, ekonomického a společenského rozvoje příhraničního území, zejména v oblasti dopravy, vzdělávání, cestovního ruchu a turistiky, zdravotnictví, školství a zaměstnanosti |
| Manětínsko - nečtinský mikroregion                 | Manětín              | Plzeň-sever                                                               | stabilizace počtu obyvatel, rozvoj cestovního ruchu založený na místních přírodních a kulturních předpokladech území regionu |
| MAS Světovina                                      | Zbiroh               | Plzeň-sever, Rokycany                                                     | zlepšování kvality života ve venkovských oblastech, posílení ekonomického prostředí, zhodnocení přírodního a kulturního dědictví |
| MAS Zlatá cesta, o.p.s.                            | Tachov               | Tachov                                                                    | zlepšování kvality života ve venkovských oblastech, posílení ekonomického prostředí, zhodnocení přírodního a kulturního dědictví |
| Mikroregion Hracholusky                            | Stříbro              | Plzeň-sever, Tachov                                                       | zmnožení sil a prostředků při prosazování záměrů rozvoje obcí |
| Mikroregion Konstantinolázeňsko                    | Olbramov             | Tachov                                                                    | společná strategie rozvoje obcí (cestovní ruch, energetika, regionální rozvoj, sociální infrastruktura, životní prostředí a příroda) |
| Mikroregion Kralovicko                             | Kralovice            | Plzeň-sever                                                               | všeobecná ochrana životního prostředí, společný postup při dosahování ekologické stability, koordinace investičních akcí, sledování zájmů a činností místních samospráv, společné řešení sociálních a zdravotních služeb, obnova venkovských zástaveb, výstavba občanské vybavenosti |
| Mikroregion Nepomucko                              | Nepomuk              | Plzeň-jih                                                                 | zkvalitnění infrastruktury (energetické zásobování obcí, zásobování pitnou vodou), rozvoj cestovního ruchu a malého a středního podnikání) |
| Mikroregion Plzeňské západní rozvojové zóny        | Nýřany               | Plzeň-sever                                                               | zmnožení sil a prostředků při prosazování záměrů rozvoje obcí |
| Mikroregion Přešticko                              | Přeštice             | Plzeň-jih                                                                 | spolupráce obcí v řešení všestranného rozvoje členských obcí, zkvalitňování činnosti informačního centra, poradenská činnost pro obce a jejich samosprávy, organizování vzdělávacích akcí pro občany, podnikatele, zemědělce, společenské a zájmové organizace. Koordinace činnosti s kulturními institucemi, se školskými institucemi a s ostatními mikroregiony jak v rámci okresu, tak se sousedními okresy. |
| Mikroregion Radbuza                                | Dobřany              | Plzeň-jih, Domažlice, Plzeň-sever                                         | společný postup obcí na realizaci Programu obnovy venkova a programů regionální politiky ČR, zmnožení sil a prostředků při prosazování záměrů jednotlivých obcí formou zabezpečení koordinovaného postupu orgánů místní samosprávy |
| Mikroregion Radnicko                               | Radnice              | Rokycany                                                                  | sdružit se do většího celku, který bude společně řešit své problémy. Patří mezi ně především pracovní příležitosti, dopravní obslužnost, dobudování a zkvalitnění infrastruktury a občanské vybavenosti, šetrné využívání přírodních zdrojů pro ekonomický rozvoj území. |
| Mikroregion Radyně                                 | Starý Plzenec        | Plzeň-jih, Plzeň-město                                                    | zabezpečení koordinovaného postupu orgánů místní samosprávy ve věci rozvoje území mikroregionu |
| Mikroregion sdružení venkovských obcí Dolní Střela | Plasy                | Plzeň-sever                                                               | koordinace rozvoje mikroregionu s oblastí Plzeň s přihlédnutím na ekologická a přírodní hlediska |
| Mikroregion Šumava - západ                         | Kašperské Hory       | Klatovy, Prachatice                                                       | zmnožení sil a prostředků při prosazování záměrů rozvoje obcí |
| Mikroregion Touškovsko                             | Město Touškov        | Plzeň-sever                                                               | ekonomický rozvoj, rozvoj venkova, kvality života, ochrana životního prostředí, rozvoj cestovního ruchu, propagace regionu |
| Mikroregion Úslava                                 | Blovice              | Plzeň-jih                                                                 | sdružení vzniklo za účelem řešení některých společných problémů |
| Mikroregion Zbirožsko                              | Zbiroh               | Rokycany                                                                  | koordinovaný postup orgánů místních samospráv ve věci rozvoje území mikroregionu Zbirožsko, zvýšení kvality života ve venkovských oblastech |
| Místní akční skupina Aktivios                      | Přeštice             | Plzeň-jih, Rokycany, Plzeň-město                                          | zmírnit stále se zvyšující rozdíly v životní úrovni mezi venkovem a městy, zamezit devastaci venkova a jeho přírodních krás, zachovat kulturní dědictví venkova, zamezit odliv vnkovských lidí do měst, přímo podporovat venkov z rozpočtů EU bez výrazných finančních ztrát „cestou“ na místo určení, aktivizovat venkov metodou „zdola nahoru“ (“bottom up”)                                                  |
| Místní akční skupina Český les                     | Bor                  | Domažlice, Tachov                                                         | sdružování obcí za účelem zapojení do programu LEADER |
| Místní akční skupina Český západ                   | Olbramov             | Plzeň-sever, Tachov                                                       | efektivní využívání přírodního a kulturního dědictví |
| Místní akční skupina Ekoregion Úhlava              | Nýrsko               | Klatovy                                                                   | koordinace rozvoje území |
| Místní akční skupina LAG Centrální Šumava          | Modrava              | Klatovy                                                                   | sdružování obcí za účelem zapojení do programu LEADER |
| Místní akční skupina POŠUMAVÍ                      | Švihov               | Domažlice, Klatovy                                                        | otevření programů na podporu rozvoje venkova LEADER ČR a následně LEADER, prostřednictvím kterých bylo možné získat dotace pro rozvoj daného venkovského regionu |
| Místní akční skupina svatého Jana z Nepomuku       | Spálené Poříčí       | Plzeň-jih                                                                 | rozvoj cestovního ruchu, spolupráce mezi obcemi, soukromými subjekty a NNO |
| Plánicko                                           | Plánice              | Klatovy                                                                   | všestranný rozvoj regionu a možnost koordinace činnosti za účelem efektivního využití různých podpůrných prostředků a vzhledem k poloze při hranici s Bavorskem přeshraniční spolupráce |
| Prácheňsko                                         | Horažďovice          | Klatovy, Plzeň-jih                                                        | společná propagace regionu, podporování rozvoje místního průmyslu a řemesel a vytváření podmínek pro poskytování sociálních služeb, využití potenciálu cestovního ruchu v této oblasti a tím zajištění trvale udržitelného rozvoje, společná péče o venkovské památky |
| Sdružení obcí Borovsko                             | Borovy               | Plzeň-jih                                                                 | zmnožení sil a prostředků při prosazování záměrů rozvoje obcí |
| Sdružení obcí Borsko                               | Bor u Tachova        | Tachov                                                                    | zmnožení sil a prostředků při prosazování záměrů rozvoje obcí |
| Sdružení obcí Kdyňska                              | Kdyně                | Domažlice, Klatovy                                                        | společný postup v zachování organizačně jednotné státní správy, slaďování zájmů obcí za účelem efektivního pokrytí dopravní obslužnosti, společný postup při získávání finančních zdrojů z tuzemských i nadnárodních fondů k realizaci projektů nadobecního rozsahu s prioritou ochrany životního prostředí a podporou cestovního ruchu, společenských a kulturních akcí zájmového sdružení…                    |
| Sdružení obcí Na povodí Hradišťského potoka        | Chanovice            | Klatovy, Plzeň-jih                                                        | zmnožení sil a prostředků při prosazování záměrů rozvoje obcí |
| Sdružení obcí Pošumaví                             | Žichovice            | Klatovy                                                                   | zmnožení sil a prostředků při prosazování záměrů rozvoje obcí |
| Sdružení obcí Střední Pošumaví                     | Hartmanice           | Klatovy                                                                   | zajistit trvalý rozvoj svého území, společně řešit některé problémy a získat potřebné rozvojové prostředky jak ze státního rozpočtu ČR, tak i z fondů Evropské unie |
| Sdružení obcí Sušicka                              | Sušice               | Klatovy, Prachatice                                                       | cestovní ruch, doprava, přeshraniční spolupráce, regionální rozvoj, sociální infrastruktura, vodní hospodářství, životní prostředí a příroda |
| Sdružení obcí Úhlava                               | Nýrsko               | Domažlice, Klatovy                                                        | usnadnění vzájemné spolupráce při řešení problémů týkajících se vybavenosti technickou a dopravní infrastrukturou, optimálního využití stávajících zdrojů, řešení nedostatku pracovních příležitostí a rozvoje cestovního ruchu |
| Severní Plzeňsko                                   | Třemošná             | Plzeň-sever                                                               | rozvoj regionu |
| Slavník                                            | Malý Bor             | Klatovy                                                                   | všestranný rozvoj regionu a možnost koordinace činnosti za účelem efektivního využití různých podpůrných prostředků a vzhledem k poloze při hranici s Bavorskem přeshraniční spolupráce |
| SOČ Černošín                                       | Černošín             | Tachov, Plzeň-sever                                                       | sběr a zpracování ostatních odpadů |
| Spolek pro obnovu venkova Plzeňského kraje         | Plzeň                | Plzeň-sever, Rokycany, Tachov, Domažlice, Klatovy, Plzeň-jih, Plzeň-město | zázemí pro diskusi o problematice rozvoje venkova |
| Stříbrský region                                   | Stříbro              | Tachov                                                                    | zmnožení sil a prostředků při prosazování záměrů rozvoje obcí |
| Svazek Domažlicko                                  | Babylon              | Domažlice                                                                 | hospodářský rozvoj a trh práce, infrastruktura, především doprava, rekreace a turistický ruch, ochrana přírody a životního prostředí, kultura, mládež a sport, sociální problémy, ochrana před požáry a jinými katastrofami |
| Svazek obcí Měčínsko                               | Měčín                | Klatovy, Plzeň-jih                                                        | rozvoj a udržení ekonomické stability celéjo území, podpora malého a středního podnikání, vytváření příznivého podmikatelského prostředí, podpora ekonomické aktivity obcí především v zemědělství |
| Svazek obcí Radina                                 | Velký Bor            | Klatovy                                                                   | nacházení společných možností a prostředků k větší zaměstnanosti obyvatel, vybudovat vodovody, čističky, cyklostezky a především společnými silami vybudovat plynofikaci ve všech zúčastněných obcích |
| Šance pro jihozápad                                | Klenčí pod Čerchovem | Domažlice, Klatovy, Plzeň-jih, Tachov                                     | regionální rozvoj, získávání dotací |